# Le 100 ragazze che ti amano tanto tanto tanto tanto tanto
Le 100 ragazze che ti amano tanto tanto tanto tanto tanto (君のことが大大大大大好きな100人の彼女?, Kimi no koto ga dai dai dai dai daisuki na 100-nin no kanojo), conosciuto a livello internazionale come The 100 Girlfriends Who Really, Really, Really, Really, Really Love You e più semplicemente come The 100 Girlfriends (100人の彼女?, 100-nin no kanojo), è un manga scritto da Rikito Nakamura e disegnato da Yukiko Nozawa. Viene serializzato sulla rivista Weekly Young Jump di Shūeisha a partire dal 26 dicembre 2019. Il manga è edito in America del Nord da Seven Seas Entertainment. La serie ha ricevuto un adattamento anime, prodotto da Bibury Animation Studios, che è stato trasmesso dall'8 ottobre al 24 dicembre 2023. Una seconda stagione è stata trasmessa dal 12 gennaio al 30 marzo 2025.
La serie si concentra su Rentaro Aijo, uno studente delle superiori che durante la sua vita si è innamorato e ha confessato il suo amore esattamente a 100 ragazze, solo per essere rifiutato da tutte. Mentre prega in un santuario, Rentaro viene avvicinato dal Dio dell'Amore, il quale rivela di essere destinato, a causa di un errore, ad avere 100 anime gemelle. Tuttavia, dice anche al ragazzo che se non ricambierà i sentimenti di nessuna delle sue anime gemelle, subiranno un incidente e moriranno. Non volendo che ciò accada, Rentaro è determinato a non far morire nessuna delle sue anime gemelle mentre le incontra ed esce con tutte contemporaneamente.

## Trama
Rentaro Aijo nella sua vita ha confessato il suo amore a 100 ragazze, venendo sempre rifiutato. L'ultimo giorno di scuola media visita un santuario e prega di trovare una ragazza durante il periodo delle superiori. All'improvviso gli appare il Dio dell'Amore e gli annuncia che la ragione della sua vita amorosa inesistente è che tutti dovrebbero avere solo un'anima gemella nella propria vita, ma che a causa di un errore da parte sua, Rentaro è destinato ad averne 100.
Abbastanza sicuro, il primo giorno di scuola superiore, il ragazzo incontra Hakari Hanazono, una ragazza benestante e Karane Inda, una ragazza tsundere. Entrambe si innamorano all'istante di lui e anche lui si innamora di loro a sua volta, ma è incapace di scegliere. Quella sera visita di nuovo il Dio dell'Amore, che gli annuncia che se non ricambia i sentimenti di una delle sue anime gemelle, moriranno in un incidente. Non volendo che un simile destino colpisca Hakari e Karane, Rentaro decide di uscire con entrambe contemporaneamente, con la loro benedizione. Mentre la storia continua aumentano anche il numero di ragazze che hanno una relazione poliamorosa con Rentaro.

## Personaggi

### Protagonista

In senso orario a partire da sinistra: Nano, Kusuri, Rentaro, Shizuka, Hahari, Hakari e Karane

Rentaro Aijo (愛城 恋太郎?, Aijō Rentarō)
Doppiato da: Wataru Katō
Rentaro si è innamorato ed è stato rifiutato cento volte prima dell'inizio della storia, con la conseguenza che il ragazzo cerca di migliorare ogni volta. Essendo stato eccessivamente benedetto da un dio di un tempio locale per tutte le sue preghiere che gli ha rivolto, alla fine della sua vita liceale, Rentaro è destinato ad avere cento ragazze. Rentaro ama sinceramente ogni nuova ragazza che incontra e farebbe di tutto per loro. Supera anche un test della macchina della verità quando viene interrogato sulla legittimità dei suoi sentimenti. Detesta anche fare cose oscene alle sue ragazze a meno che non sia assolutamente necessario.

### Fidanzate 1-10
Hakari Hanazono (花園 羽香里?, Hanazono Hakari)
Doppiata da: Kaede Hondo
È una delle prime due fidanzate di Rentaro, insieme a Karane Inda. Proviene da una famiglia benestante e ama avere un aspetto appropriato, ma esercita parecchio contatto fisico e talvolta è perversa. Oltre ad amare Rentaro, è in qualche modo attratta da Karane. All'inizio della storia, la madre di Hakari, Hahari, disapprovava la sua relazione con l'allora Rentaro dato che sta insieme a 5 ragazze e le proibisce temporaneamente di vederlo, con la conseguenza che il ragazzo e le altre ragazze cercano di salvarla. Dopo aver dimostrato alla madre di Hakari l'onestà dei sentimenti di Rentaro per le sue ragazze Hakari torna a fare parte dell'harem, ma si unisce anche sua madre. A volte, collabora con sua madre per manipolare Rentaro e le sue amiche affinché compiano azioni perverse, sebbene non sia così invadente come la madre.
Karane Inda (院田 唐音?, Inda Karane)
Doppiata da: Miyu Tomita
È una delle prime due fidanzate di Rentaro, insieme ad Hakari Hanazono. Karane ha una tipica personalità da tsundere, sebbene non sia violenta in alcun modo. Ha difficoltà a mentire e nascondere i suoi veri sentimenti. Sebbene inizialmente non le piacesse l'idea che Rentaro avesse più fidanzate, presto inizia ad accettarla. Oltre ad amare Rentaro, è in qualche modo attratta da Hakari. È leggermente insicura riguardo ai suoi tratti da tsundere perché sente di non riuscire ad esprimere correttamente i suoi sentimenti come le altre ragazze di Rentaro, ma dopo aver perso questi tratti grazie a una droga di Kusuri, la quinta ragazza del protagonista, alla fine capisce che la sua personalità era ciò che la rendeva speciale e riesce a riacquisirla grazie alle altre ragazze di Rentaro. È nota per avere una forza ingannevolmente elevata nonostante il suo aspetto snello.
Shizuka Yoshimoto (好本静?, Yoshimoto Shizuka)
Doppiata da: Maria Naganawa
La terza ragazza di Rentarō è una delle sue compagne di classe. Timida fino ad essere del tutto silenziosa, Shizuka è stata costantemente vittima di bullismo da parte dei suoi compagni studenti e maltrattata dalla madre prima di incontrare Rentarō. È una bibliofila che inizialmente poteva comunicare solo attraverso passaggi del suo libro preferito indicandoli mentre cercava di rispondere a qualcuno, così Rentarō sviluppa per lei un'app parlante in modo che possa comunicare liberamente recitando digitalmente le battute che tocca, oltre a una banca di parole. Ama in particolare i libri fantasy. Non sa nuotare.
Nano Eiai (栄逢 凪乃?, Eiai Nano)
Doppiata da: Asami Setō
La quarta ragazza di Rentarō e sua compagna di classe. Nano è stoica fino all'assenza di emozioni. È intelligente e altamente ottimizzata nella sua vita quotidiana, eliminando qualsiasi tipo di movimento e azione non necessarie per raggiungere la massima efficienza. Inizialmente ha difficoltà a concentrarsi quando si innamora di Rentarō per la prima volta, gettando nel caos il suo stile di vita, ma dopo essere andata ad un appuntamento con lui e avergli impedito di bruciare le foto che hanno scattato insieme, accetta i suoi sentimenti e torna alla normalità. Soffre di acrofobia.
Kusuri Yakuzen (薬膳 楠莉?, Yakuzen Kusuri)
Doppiata da: Ayaka Asai
La quinta ragazza di Rentarō. Una studentessa del terzo anno delle superiori, Kusuri è la presidentessa del club di chimica della scuola di Rentarō ed è specializzata nella creazione di farmaci che portano a strani effetti se consumati. Ha diciotto anni, ma a causa del consumo di un farmaco che avrebbe dovuto renderla immortale, trascorre gran parte del suo tempo nel corpo di una bambina di otto anni. Ha sviluppato anche un farmaco neutralizzante che può annullare la maggior parte degli effetti del suo farmaco. Tuttavia, gli effetti del farmaco immortale fallito possono essere annullati solo temporaneamente, consentendo a Kusuri di apparire temporaneamente nel suo vero aspetto da diciottenne prima di ritornare come prima. Si comporta come se la sua condizione fosse normale, parla in terza persona e termina le frasi con nanoda (なのだ). Successivamente viene rivelato che anche i suoi genitori e la nonna hanno preso il farmaco dell'immortalità e che anch'essi sembrano dei bambini di otto anni.
Hahari Hanazono (花園 羽々里?, Hanazono Hahari)
Doppiata da: Sumire Uesaka
La sesta ragazza di Rentarō e la madre di Hakari. Ha dato alla luce Hakari quando aveva tredici anni, perché si era innamorata di un compagno di studi malato terminale. Sapendo che non gli restava molto da vivere, si fece inseminare artificialmente con il suo sperma in modo che potessero formare una famiglia prima che lui morisse. Inizialmente disapprovava la relazione di Hakari con Rentarō, credendo che stesse tradendo sua figlia con altre quattro ragazze, ma cambiò idea quando si innamorò lei stessa del ragazzo, arrivando al punto da acquistare la scuola e diventarne la nuova preside solo per stargli vicino. Adora le cose carine e condivide alcune delle tendenze perverse di sua figlia, se non a un livello superiore. Può anche essere prepotentemente affettuosa con Rentarō e le sue amiche, di solito cercando di essere la loro figura materna.
Kurumi Haraga (原賀胡桃?, Haraga Kurumi)
Doppiata da: Amane Shindō
La settima ragazza di Rentarō. Kurumi è una studentessa delle medie con un metabolismo molto alto, che le fa venire fame molto facilmente: anche sentire una parola che suona simile a un tipo specifico di cibo le farà desiderare quel cibo. Di conseguenza, porta sempre le cuffie e tiene il cappuccio alzato per bloccare il maggior numero possibile di discorsi legati al cibo. Ha due personalità, a seconda che abbia fame o meno. Quando ha mangiato è molto gentile e di indole dolce, ma quando ha fame è irascibile e brusca - sfortunatamente, a causa della sua fame quasi costante, è quasi sempre irascibile.
Mei Meido (銘戸 芽衣?, Meido Mei)
Doppiata da: Suzuko Mimori
L'ottava ragazza di Rentarō. Mei è una delle cameriere della famiglia Hanazono, essendo stata trovata da Hahari dopo aver subito abusi ed essere stata abbandonata dai suoi genitori biologici. È molto fedele ad Hahari ed esaudirà qualsiasi sua richiesta senza fare domande, non importa quanto assurda. In effetti soffre di tendenze suicide se non riesce a svolgere il compito, spesso con il risultato che Hahari deve annullare l'ordine per fermarla. La sua caratteristica fisica più sorprendente sono le sue iridi color arcobaleno, che di solito non si vedono poiché ha quasi sempre gli occhi chiusi (che richiedono quasi sempre una sorta di rivelazione scioccante per aprirli), sebbene ciò non le impedisca di guidare o pilotare un elicottero.
Iku Suto (須藤 育?, Suto Iku)
Doppiata da: Rie Takahashi
La nona ragazza di Rentarō, nel suo stesso anno (classe 1–3). Iku è l'ultimo membro rimasto della squadra di baseball della scuola, poiché gli altri hanno deciso di studiare baseball in America. È masochista e trova piacere nel lavorare troppo fino all'esaurimento e nel sentirsi leggermente ferita. Anche avere il "cuore spezzato" da Rentarō le provoca un grande piacere, anche se diventa una sua fidanzata legittima. Una storia bonus nel quinto volume rivela che il suo masochismo è iniziato quando ha sviluppato l'amore per il baseball in giovane età. Inizialmente, trovava la pratica troppo dura e dolorosa, ma dopo un incoraggiante discorso da parte di suo fratello maggiore, ha deciso di continuare. Tuttavia, poiché le era stato detto di continuare a provare anche se faceva male, arrivò a considerare il dolore una cosa positiva.
Mimimi Utsukushisugi (美杉美々美?, Utsukushisugi Mimimi)
Doppiata da: Lynn
La decima ragazza di Rentarō al secondo anno nella sua scuola. Mimimi è una ragazza ossessionata dalla bellezza, ma è consapevole che la bellezza non può essere semplicemente comprata e considera quella interiore tanto importante quanto quella esteriore. In quanto tale, si impegna molto per rendersi bella con i propri soldi, tagliare i costi ovunque possibile, fare trattamenti per il viso e praticare da sola l'elocuzione. Inizialmente considera Nano la sua rivale in bellezza, apparentemente a causa del fatto che Nano l'ha battuta nel concorso di bellezza alle medie. Successivamente viene rivelato che il suo odio deriva dal fatto che Nano l'aveva snobbata dopo la gara, e decide di lasciare il passato quando Nano le chiede scusa. Tuttavia, insiste nel mantenere un'amichevole rivalità.

### Fidanzate 11-20
Meme Kakure (華暮 愛々?, Kakure Meme)
Doppiata da: Kanon Takao
L'undicesima ragazza di Rentarō e un'altra dei suoi compagni di classe della 1–4. Meme è una ragazza minuta dai capelli viola che fa di tutto per essere un "personaggio di sfondo". Ha una figura pronunciata che lega costantemente per ridurre ogni attenzione su di lei, e la sua caratteristica fisica più evidente è la frangia che le copre costantemente gli occhi tranne in alcune situazioni, come quando Rentarō ha stabilito il contatto visivo con lei per la prima volta quando l'ha salvata da un'insegna volante in una tempesta di vento, anche se i suoi occhi non vengono mai visti direttamente dal lettore. Lavora a maglia dei piccoli peluche come hobby. Quando viene messa sotto pressione o è imbarazzata, Meme svanisce improvvisamente in un istante e lancia uno di questi peluche dove si trovava come mezzo di depistaggio mentre si nasconde da qualche parte nelle vicinanze.
Chiyo Īn (伊院 知与?, Īn Chiyo)
La dodicesima ragazza di Rentarō e sua cugina frequentante la scuola media. Ha una tendenza estrema verso l'ordine, il che la porta a sentirsi così frustrata quando qualcosa è disorganizzato o sciatto da dover intervenire e correggerlo. Di conseguenza è la rappresentante della sua classe, ma segretamente non le piacciono le grandi aspettative che ripongono su di lei. Se perde gli occhiali, la sua ansia viene improvvisamente messa a nudo e si mette a piangere come una fontana. Sebbene Rentarō avesse le sue riserve sull'uscire con sua cugina, nonostante conoscesse il destino che avrebbe avuto se non l'avesse accettata, cedette dopo aver assistito alla sua confessione onesta e pura. Suo padre (e unico genitore) Hiro, lo zio di Rentarō, approva la sua relazione con lui dopo che un giovane Rentarō una volta lo ha spinto via da un camion in corsa, credendo di conseguenza che Rentarō fosse il miglior ragazzo del mondo.
Nadeshiko Yamato (大和 撫子?, Yamato Nadeshiko)
La tredicesima fidanzata di Rentarō. Nadeshiko è un'insegnante trasferita che diventa la nuova professoressa di giapponese nella sua scuola. Sostiene di essere americana, ma in realtà è una giapponese purosangue ed è semplicemente ossessionata dall'America. Da bambina, i suoi genitori la costrinsero ad apprendere e ad osservare il comportamento di una vera signora giapponese, arrivando addirittura a chiuderla in un ripostiglio quando commetteva degli errori. In un'occasione, scoprì un film americano e, dopo averlo guardato, rimase così ispirata dalla libertà concessa ai bambini americani rispetto alla sua stessa educazione che iniziò a modellare tutta la sua vita e identità su di esso, il che portò i suoi genitori a rinnegarla.
Yamame Yasashiki (優敷 山女?, Yasashiki Yamame)
La quattordicesima fidanzata di Rentarō e compagna di classe di Iku della classe 1–3. Yamame è la più grande e più alta delle altre fidanzate di Rentarō, ma viene descritta da lui come un'anima gentile che ama la natura. Yamame è un membro del club di giardinaggio della scuola e si prende particolarmente cura di tutte le forme di fauna selvatica. Considera anche le erbacce che crescono nel giardino come preziose, e ha persino creato un'area del giardino solo per le erbacce. Da piccola non le piaceva essere più grande rispetto alla sua età, ma dopo aver aiutato un uccellino a rientrare nel suo nido ne è diventata orgogliosa poiché poteva proteggere e aiutare la natura. In passato ha assistito a un incendio violento ed ha sviluppato la pirofobia poiché tali incendi uccidono piante e animali. Dopo che Rentarō ha protetto Yamame da un incendio comicamente creato dalla vice preside della scuola, gli confessa i suoi sentimenti poiché era la prima volta che qualcuno la proteggeva.
Momiji Momi (茂見紅葉?, Momi Momiji)
La quindicesima ragazza di Rentarō. Momiji è la compagna di classe di Kurumi e un'abile massaggiatrice. I suoi massaggi mettono i suoi clienti in uno stato di estrema beatitudine, anche se ciò è probabilmente dovuto alla sua natura pratica, affermando che le piace la "morbidezza" del corpo di una donna. Dopo essersi innamorata di Rentarō, trova il suo corpo unico uno strumento perfetto su cui esercitarsi. Il suo sogno è diventare una massaggiatrice popolare e massaggiare personalmente le modelle da rotocalco.
Yaku Yakuzen (薬膳 ヤク?, Yakuzen Yaku)
La sedicesima fidanzata di Rentarō e la nonna di Kusuri. Ha ottantanove anni, ma poiché ha preso un prototipo del farmaco dell'immortalità di Kusuri, assomiglia a una bambina di otto anni. A causa della forza del prototipo, il suo aspetto non viene ripristinato dal farmaco neutralizzante. La sua età viene mostrata attraverso la sua conoscenza e il suo fascino femminile maturo, qualcosa di completamente diverso dalla più perversa Hahari. Ha incontrato suo marito in una zona di guerra quando era medico, ma da allora è rimasta vedova. Non è in grado di capire la tecnologia. Ha una variazione del tic verbale di sua nipote, terminando le sue frasi con "nanoja (なのじゃ)", una versione più antiquata.
Kishika Torotoro (土呂瀞 騎士華?, Torotoro Kishika)
La diciassettesima fidanzata di Rentarō. Kishika è la compagna di classe di Kusuri e capitano della squadra di kendō della scuola. Ha cinque fratelli, di cui si prende cura da sola a causa dell'assenza dei suoi genitori. Nutre un desiderio segreto di essere coccolata, viziata e adorata, ma ha mantenuto questa parte segreta ed è estremamente reattiva verso chiunque tenti di toccarla. Il suo desiderio di essere coccolata l'ha portata a realizzare una mano finta per accarezzarsi e linee vocali confortanti da ascoltare quando è arrabbiata. Dopo che Rentarō lo scopre, diventa il suo ragazzo e la coccola, facendole sviluppare una reazione infantile quando viene coccolata.
Āshī Kedarui (毛樽井 亜愛子衣?, Kedarui Āshī)
La diciottesima fidanzata di Rentarō. Āshī si veste e parla come un gyaru, ma ha anche una personalità, come detto da lei stessa, da "bassa pressione sanguigna" ed ha un'espressione costantemente rilassata, anche quando afferma di essere motivata o eccitata. Dopo aver incontrato Rentarō ed essere andata a un mercatino delle pulci per vendere le sue cose carine inutilizzate, un giorno è stata ispirata a gestire un negozio che vende questo tipo di merce e spera che Rentarō possa aiutarla a sostenere il suo nuovo sogno. Preferisce che Rentarō la chiami Āko.
Uto Nakaji (中二 詩人?, Nakaji Uto)
La diciannovesima fidanzata di Rentarō. Uto si identifica come un bardo errante, si veste con abiti del genere e suona l'ocarina, anche se molto male. In realtà, è una studentessa del secondo anno delle scuole medie che è una Chūnibyō. Tende a parlare in modo poetico, indiretto o utilizzando il metodo socratico.
Mai Meido (女井戸妹?, Meido Mai)
La ventesima ragazza di Rentarō. È la nipote della precedente capocameriera della famiglia Hanazono, e desiderava diventare lei stessa una domestica dopo aver incontrato Mei. Idolatra Mei ed è la sua autoproclamata sorella minore, ed è molto protettiva nei suoi confronti. Disprezzava Rentarō per aver frequentato Mei, ma si innamorò di lui dopo essere caduta, e lui la catturò, stabilendo un contatto visivo nel processo. Poiché tende a distrarsi pensando a Mei e poi a Rentarō, è goffa, con il risultato di scivolare e inciampare drammaticamente nei momenti inopportuni. Nonostante abbiano lo stesso cognome foneticamente, Mai e Mei non sono realmente imparentate e i kanji dei loro cognomi sono diversi.

### Fidanzate 21-?
Momoha Bonnouji (盆能寺 百八?, Bonnouji Momoha)
La ventunesima ragazza di Rentarō. Momoha è un'insegnante di studi sociali di 27 anni presso la scuola di Rentarō che insegna agli studenti del secondo anno con un'enfasi sull'insegnamento dell'etica. Ironicamente, tende a sperperare i suoi soldi nel gioco d'azzardo e nell'alcol, rendendola una senzatetto che vive in una tenda vicino al giardino di Yamame, poiché è anche la consigliera del Club di Giardinaggio. Nonostante il suo comportamento spesso non etico a volte, alla fine è anche generosa poiché usa regolarmente i propri soldi per fornire attrezzature al club ed estirpare le erbacce dall'intera scuola prima che la scuola inizi da sola.
Rin Baio (灰尾凛?, Baio Rin)
La ventiduesima fidanzata di Rentarō e compagna di classe di Uto. Rin è una studentessa del secondo anno delle scuole medie che suona il violino poiché anche entrambi i suoi genitori sono violinisti. Dopo aver visto per sbaglio una breve scena del film Resident Evil da bambina, Rin trae piacere da qualsiasi tipo di rappresentazione della violenza. Sebbene lo abbia tenuto per lo più nascosto, Rentarō le permette di esprimere i suoi desideri. Quando è eccitata tende ad esclamare "violen-suwa", una combinazione di "violenza" e "desu-wa" ed un'accoppiata particolare.
Sū Hifumi (一二三 数?, Hifumi Sū)
La ventitreesima fidanzata di Rentarō e compagna di classe di Ahko. Suu adora i numeri, al punto da dichiarare apertamente di esserne romanticamente innamorata. Non le piacciono la maggior parte delle altre cose, ignorando anche sgarbatamente le conversazioni iniziali di Rentarō con lei perché non è un numero. Dopo essersi atteggiato a somigliare ai numeri, Suu si affeziona a Rentarō e chiede di essere la sua ragazza.
Eira Kaho (火保 エイラ?, Kaho Eira)
La ventiquattresima ragazza di Rentarō. Eira è una studentessa universitaria per metà brasiliana del secondo anno dell'Università Ohananomitsu. Suo padre è un istruttore di capoeira e lei ne è una praticante attiva. Ha una strana paura degli oggetti o dei fenomeni che "non può calciare", sia perché non possono essere presi a calci fisicamente (come starnuti o emozioni) o per cose che sarebbe socialmente inaccettabile calciare (come neonati o gatti). Tuttavia, se qualcosa può essere preso a calci, mostra una totale impavidità, prendendo a calci perfino un'auto in corsa.
Tama Nekonari (猫成 珠?, Nekonari Tama)
La venticinquesima fidanzata di Rentarō. Tama è una ventunenne stancatasi della sua vita da impiegata e decidendo di rifiutare la propria umanità. Si veste e si comporta come un gatto, e la prima volta che la si vede è seduta in una scatola come un animale domestico dato in adozione. Dopo essere stata coccolata da Rentarō, che inizialmente era disposto ad "adottarla" come un gatto, decide di lavorare ancora una volta purché Rentarō sia disposto ad uscire con lei, poiché si rende conto che poiché ha un motivo per lavorare ora che ha qualcosa a cui guardare con ansia dopo i suoi giorni di lavoro.
Himeka Saiki (才奇姫歌?, Saiki Himeka)
La ventiseiesima ragazza di Rentarō. Himeka è una studentessa trasferita del primo anno ed una idol popolare conosciuta con il nome d'arte "Kiki". Sebbene sia una cantante prodigiosa, ha interesse a fare cose anormali per compiti e situazioni banali per distinguersi meglio. Inizialmente rifiuta Rentarō perché lo percepiva come "normale", ma dopo aver saputo che usciva con 25 ragazze in quel momento, gli chiese immediatamente di diventare la sua nuova ragazza.
Matsuri Dei (出井祭李?, Dei Matsuri)
La ventisettesima fidanzata di Rentarō. Matsuri è una studentessa al primo anno delle medie per metà inglese da parte di madre. Parla col dialetto Shitamachi di Tokyo. Adora lavorare ai festival matsuri e incontra per la prima volta Rentarō mentre prepara gli yakisoba con i suoi nonni. All'inizio è sconvolta perché credeva che Rentarō vedesse i festival solo come un mezzo per conquistare ragazze invece di goderseli pienamente. Dopo aver dimostrato che gli piacciono seriamente, Matsuri si innamora di Rentarō e chiede di uscire con lui.

### Altri personaggi
Asakawa (浅川?, Asakawa)
Doppiata da: Satomi Amano
La centesima ragazza che aveva rifiutato Rentarō dopo che lui le si era dichiarato.
Amico anonimo "A" (友人A?, Yūjin Ei)
Doppiato da: Misuzu Yamada
Amico di Rentarō fino al diploma di scuola media.
Dio dell'Amore (神様?, Kamisama)
Doppiato da: Shigeru Chiba
Il dio di un santuario locale che informa Rentarō che, a causa delle sue costanti preghiere al suo santuario, e in parte a causa della sua distrazione mentre guardava Laputa - Castello nel cielo (mentre stava guardando, secondo le sue stesse parole, una "scena da 100"), ha eccessivamente benedetto Rentarō per incontrare 100 anime gemelle durante la sua vita da liceale.
An Baba (馬場 杏?, Baba An)
Doppiata da: Kujira
La vice preside del liceo di Rentarō. Ha un aspetto bizzarro ed è nota per inseguire gli studenti che si comportano male a scuola, spesso punendo i ragazzi con baci sciatti. Tende a correre sul soffitto a quattro zampe, somigliando in modo inquietante ad uno Xenomorfo della serie Alien.
Alleanza dei Gorilla
Una banda di motociclisti formatasi all'inizio del 21º secolo guidata da una donna corpulenta somigliante a un gorilla. Esce con un ragazzo minuscolo che lei salvò da un'auto in corsa innamorandosi di lui.
Padre di Hakari
Il ragazzo senza nome con una malattia terminale di cui Hahari si era innamorata quando era studentessa. Prima di morire, Hahari fu inseminata da lui all'età di 13 anni, cosa che portò alla nascita di Hakari. Rentarō incontra il suo spirito dopo aver salvato Hakari e aver fatto innamorare Hahari di lui.
Hiro Īn
Il padre di Chiyo e lo zio di Rentarō. Hiro approva la relazione di Chiyo con Rentarō, nonostante siano cugini, perché il ragazzo lo aveva spinto fuori dalla traiettoria di un'auto in corsa quando era un bambino.
Toruru Kijineta
La presidentessa del club del giornale scolastico che cerca di ottenere delle foto di Meme da inserire nel giornale, anche se nella storia in cui appare Mimimi aiuta Meme a nascondersi.
Tina Quali
Una ex idol pop che addestra le fidanzate di Rentarō come idol, solo per abbandonarle quando le ragazze più brave si rifiutano di lasciare le più scarse fuori dal palco. Ritorna nel capitolo 152 per riaddestrare le nuove fidanzate di Rentarō come idol.
Yukiko Nozawa
L'illustratrice del manga. Appare per la prima volta nel capitolo 69 quando Rentarō la visita per aiutarla a disegnare il manga in modo che la sua nuova ragazza possa esercitarsi a massaggiare gli uomini, e successivamente appare nel capitolo 94.
Akogare e Manesu
Due compagni di classe della scuola di Chiyo che frequentano un parco vicino fumando sigarette. Chiyo e Naddy cercano di dissuaderli dal farlo usando i propri metodi. Alla fine del capitolo in cui compaiono viene rivelato che stavano solo fingendo.
Genitori di Kusuri
Il figlio e la nuora di Yaku che, come la figlia, sviluppano entrambi dei particolari farmaci. Introdotti per la prima volta nel capitolo 74, hanno preso anch'essi il farmaco per l'immortalità fallito di Kusuri, e di conseguenza appaiono come bambini di otto anni. A differenza di Yaku, i genitori di Kusuri hanno preso un farmaco simile a quello della figlia, quindi possono tornare temporaneamente alle loro vere apparenze con i farmaci neutralizzanti. Il padre di Kusuri, in particolare, è esperto nei farmaci per l'aumento del corpo che non vengono neutralizzati dall'antidoto. Come Kusuri e Yaku, anche loro terminano le loro frasi con una variazione dei loro tic verbali, il padre di Kusuri termina con Nanosa (なのさ) e la madre di Kusuri termina con Nanoyo (なのよ) .
Il Gruppo Serio
Una compagnia guidata da un lontano parente di Iku. I loro prodotti e servizi sono di qualità sorprendentemente elevata, al punto che le persone ignare delle loro pratiche sono spesso soggette a situazioni problematiche.
Sindaco di Kiraisugi-chou
Il sindaco di una città giapponese. Nonostante la sua ossessione per il festival sportivo annuale, la sua città non è riuscita a vincere nemmeno una volta. Vede Sukisugi-chou come una città rivale.
Madre di Shizuka (静の母?, Shizuka no Haha)
Doppiata da: Madoka Yonezawa
La madre di Shizuka. Era spesso severa con sua figlia a causa dei suoi problemi con la comunicazione verbale. Appare per la prima volta in un breve flashback nel capitolo 3, appare successivamente nei capitoli 134 e 135 quando scopre che Shizuka usa un'app di sintesi vocale per parlare per lei, così le confisca il telefono perché credeva che così Rentarō non avrebbe realmente aiutato Shizuka. Dopo che Rentarō l'ha affrontata su questo, riesce a vedere il suo errore e restituisce il telefono a sua figlia.

## Media

### Manga
L'opera è scritta da Rikito Nakamura e disegnata da Yukiko Nozawa, ed è serializzata sulla rivista Weekly Young Jump di Shūeisha dal 26 dicembre 2019. I suoi capitoli sono raccolti e pubblicati dalla casa editrice in singoli volumi tankōbon, pubblicati a partire dal 17 aprile 2020. Al 18 giugno 2025 sono stati pubblicati ventidue volumi.
Il 2 luglio 2021, Seven Seas Entertainment ha annunciato di aver acquistato i diritti per la pubblicazione in inglese in America del Nord in formato cartaceo e su piattaforme digitali in edizioni a volume singolo. Il primo volume è stato pubblicato il 22 febbraio 2022.
In Italia la serie è stata annunciata da Edizioni BD che la pubblica sotto l'etichetta J-Pop a partire dall'11 settembre 2024.

#### Volumi
| 1  | 17 aprile 2020 | ISBN 978-4-08-891533-3 | 11 settembre 2024 | ISBN 978-88-349-3011-3 |
| 1  | Capitoli - 1. Hanazono e Inda (花園さんと院田さん?, Hanazono-san to Inda-san) - 2. Il primo bacio (はじめてのチュウ?, Hajimete no chū) - 3. Yoshimoto (好本さん?, Yoshimoto-san) - 4. Immaginavo che sarebbe stato un capitolo bollente... (いちゃいちゃ回と思いきや?, Ichaicha-kai to omoiki ya) - 5. ...ma si è rivelato più sconcio di quanto mi aspettassi (その実、もっといちゃいちゃ回?, Sono jitsu, motto ichaicha-kai) - Extra. Il primo amore di Rentaro (恋太郎の初恋?, Rentarō no hatsukoi) |                        |                   |                        |
| 2  | 19 giugno 2020 | ISBN 978-4-08-891569-2 | 11 settembre 2024 | ISBN 978-88-349-3038-0 |
| 2  | Capitoli - 6. Eiai (栄逢さん?, Eiai-san) - 7. Una giornata insignificante per la ragazza robot (AI少女の無意義な日?, AI shōjo no muigi na hi) - 8. Il tanto amato episodio in piscina (皆大好き水着回?, Minna daisuki mizugi-kai) - 9. Piccioncini al parco acquatico (スパリゾートの恋人達?, Supa Rizōto no koibito-tachi) - 10. La ragazza misteriosa nell'aula di chimica (化学室にいた謎の先輩?, Kagaku-shitsu ni ita nazo no senpai) - 11. Piacere, signorina dei farmaci! (はじめましてのお薬少女?, Hajimemashite no okusuri shōjo) - 12. Baciocalisse Zombi ♡ si salvi chi può! (キスゾンビ♥パニック?, Kisu Zonbi ♥ Panikku) - 13. Sono innamorato di lei (そんな先輩が好きだから?, Son'na senpai ga suki dakara) - 14. La guerra santa di cuore e spirito (愛と魂をかけた聖戦?, Ai to tamashī o kaketa seisen) - Extra. La partita di palpavolo (おむね当てゲーム?, Omune ate Gēmu) |                        |                   |                        |
| 3  | 18 settembre 2020 | ISBN 978-4-08-891656-9 | 30 ottobre 2024   | ISBN 978-88-349-3065-6 |
| 3  | Capitoli - 15. Il motivo dietro all'addio (さよならの理由?, Sayonara no riyū) - 16. Love-Mission: Impossible (ラブミッション：インポッシブル?, Rabu Misshon: Inposshiburu) - 17. La madre di Hakari (羽香里のお母様?, Hakari no okāsama) - 18. La caccia alle streghe con la macchina della verità (嘘吐き探しの魔女裁判?, Usotsuki sagashi no majo saiban) - 19. Anche a costo della mia stessa vita (この命にかえても?, Kono inochi ni kaete mo) - 20. Ormai l'ho detto, quindi darò il massimo per rendere questo episodio il più gratificante possibile! (やると言ったからには全力でご褒美回をやる?, Yaru to itta kara ni wa zenryoku de gohōbi-kai o yaru) - 21. Ci vorrà più di un capitolo, ma ce la farò! Dare il massimo significa proprio questo! (話数を跨ごうがやる。これが全力でやると言う事だ?, Wasū o matagō ga yaru. Kore ga zenryoku de yaru to iu koto da) - 22. Gli Hanazono (花園家の人達?, Hanazono-ke no hito-tachi) - 23. Her Name (彼の名は。?, Kano no na wa.) - Extra. Hanazono vuole viziarti (羽々里さんは甘えられたい?, Hahari-san wa amaeraretai) |                        |                   |                        |
| 4  | 18 dicembre 2020 | ISBN 978-4-08-891736-8 | 13 novembre 2024  | ISBN 978-88-349-3092-2 |
| 4  | Capitoli - 24. La ragazzina affamata (はらぺこの後輩?, Harapeko no kōhai) - 25. Si alza il sipario sul Food Fight Festival! (開幕！フードファイトフェスティバル?, Kaimaku! Fūdo Faito Fesutibaru) - 26. Scontri feroci al Food Fight Festival! (激闘！フードファイトフェスティバル?, Gekitō! Fūdo Faito Fesutibaru) - 27. Si conclude il Food Fight Festival! (決着！フード ファイト フェスティバル！?, Ketchaku! Fūdo Faito Fesutibaru) - 28. Siamo stati tutti bambini, un tempo (みんな昔はベイビーだった?, Minna mukashi wa Beibī datta) - 29. Pentaro: La grande avventura (ペン太郎の大冒険?, Pentarō no dai bōken) - 30. La domestica che non smette mai di sorridere (いつも笑顔のメイドさん?, Itsumo egao no Meido-san) - 31. Padrone per un giorno ♡ (１日ご主人様体験❤︎?, Ichi-nichi goshujin-sama taiken ❤︎) - 32. Maid Party bagnato, Maid Party fortunato (ぬれぬれメイドパーティー?, Nure nure Meido Pātī) - Extra. Il primo incontro di Mei e Hahari (芽衣と羽々里の出会い?, Mei to Hahari no deai) |                        |                   |                        |
| 5  | 18 marzo 2021 | ISBN 978-4-08-891816-7 | 11 dicembre 2024  | ISBN 978-88-349-3124-0 |
| 5  | Capitoli - 33. Suto (須藤さん?, Sutou-san) - 34. Gli allenamenti appassionati di coach Rentaro (恋太郎監督の熱血愛指導?, Rentarō kantoku no nekketsu ai shidō) - 35. Gua... guardate che non ci mettiamo a giocare a baseball solo perché adesso siamo in nove! (きゅ、9人だから野球だとか安直なアレじゃないんだからねっ！！?, Kyu, kyū-nin dakara yakyū da toka anchoku na are ja nain dakara ne!!) - 36. Lo giuro sul tuo fuoricampo (君のホームランに誓う?, Kimi no Hōmu Ran ni chikau) - 37. Vi amo, vi amo, vi amo tantissimo ♡ (好き好き大好き❤︎?, Suki suki daisuki ❤) - 38. Karaoke Crisis (カラオケ・クライシス?, Karaoke Kuraishisu) - 39. Utsukushisugi, troppo bella per essere vera (美杉先輩?, Utsukushisugi-senpai) - 40. Un passato indelebile (忘れ得ぬ過去?, Wasure enu kako) - 41. I (forse) consigli di bellezza di Mimimi (美々美先輩の美しさ指南(多分)?, Mimimi-senpai no utsukushi-sa shinan (tabun)) - Extra. La nascita di un mostro (こうしてモンスターは生まれた?, Kōshite Monsutā wa umareta) |                        |                   |                        |
| 6  | 18 giugno 2021 | ISBN 978-4-08-892007-8 | 22 gennaio 2025   | ISBN 978-88-349-3197-4 |
| 6  | Capitoli - 42. Un normalissimo capitolo con nuove acconciature (どこにでもあるただのヘアチェンジ回?, Doko ni demo aru tada no Hea Chenji-kai) - 43. Dopo che avrai fatto finire il mondo (あなたがセカイを終わらせて、そして?, Anata ga sekai o owarasete, soshite) - 44. Voglio mangiare la tua lingua di maiale (君の牛タンをたべたい?, Kimi no gyūtan o tabetai) - 45. Kakure (華暮さん?, Kakure-san) - 46. Il nascondino a scuola è carino da morire! (鬼キュン！校内かくれんぼ?, Oni kyun! Kōnai kakurenbo) - 47. Mei e il grande piano del regalo (芽衣さんのプレゼント大作戦?, Mei-san no Purezento dai sakusen) - 48. Perdere una tsundere (失われしツンデレ?, Ushinawareshi tsundere) - 49. Ritrovare una tsundere (取り戻せツンデレ?, Torimodose tsundere) - 50. Amare una tsundere (愛すべきツンデレ?, Aisubeki tsundere) - Extra 6. La sua prima misdirection (はじめてのみすでぃれくしょん?, Hajimete no Misudirekushon) |                        |                   |                        |
| 7  | 17 settembre 2021 | ISBN 978-4-08-892072-6 | 12 febbraio 2025  | ISBN 978-88-349-3221-6 |
| 7  | Capitoli - 51. Chiyo (知与ちゃん?, Chiyo-chan) - 52. Chiyo comanda a bacchetta la Family (知与ちゃんのファミリー指導?, Chiyo-chan no Famirī shidō) - 53. La classica domenica mattina (ニチアサは大体これ?, Nichiasa wa daitai kore) - 54. Niente baci a scuola per la Rentaro's Family (恋太郎ファミリーの校内キス禁止令?, Rentarō Famirī no kōnai kisu kinshi-rei) - 55. Il tanto amato capitolo del training (皆大好き修行回?, Minna daisuki shugyō-kai) - 56. La battaglia decisiva per decretare il gambuscino più comodo della storia (膝枕王者決定戦?, Hizamakura ōja kettei-sen) - 57. Miss Naddy (ナディー先生?, Nadī-sensei) - 58. Il Freedom Time di Miss Naddy (ナディー先生の自由の時間?, Nadī-sensei no jiyū no jikan) - 59. Puri(Son) Break (プリ(ズン)・ブレイク?, Puri (Zun) Bureiku) - Extra 7. La piccola Nadeshiko e il tremendo risveglio della lingua inglese (撫子少女と壊滅的イングリッシュの目覚め?, Nadeshiko shōjo to kaimetsuteki Ingurisshu no mezame) |                        |                   |                        |
| 8  | 17 dicembre 2021 | ISBN 978-4-08-892164-8 | 12 marzo 2025     | ISBN 978-88-349-3293-3 |
| 8  | Capitoli - 60. Un maschiaccio per fidanzata (ボーイッシュな彼女?, Bōisshu na kanojo) - 61. Commissioni (はじめてのおつ回?, Hajimete no otsu-kai) - 62. Rentaro's Family: Progetto idol (恋太郎ファミリーアイドル化計画?, Rentarō Famirī Aidoru-ka keikaku) - 63. Verso nuovi palcoscenici (そして新たなステージへ?, Soshite arata na Sutēji e) - 64. Yakashiki (優敷さん?, Yasashiki-san) - 65. Yamame e la visita al club di giardinaggio (山女ちゃんの園芸部ツアー?, Yamame-chan no engei-bu Tsuā) - 66. Che il gioco delle ombre abbia inizio! (さぁ…闇のゲームの始まりだぜ！?, Sā... yami no Gēmu no hajimari daze!) - 67. Il torneo di sumo del nabe di lontra (si prevedono gravi danni alla reputazione delle lontre) (ラッコ鍋相撲大会(深刻なラッコへの風評被害)?, Rakko nabe sumō taikai (shinkokuna rakko e no fūhyō higai)) - 68. Addio, torneo di sumo del nabe di lontra (さらばラッコ鍋相撲大会?, Saraba rakko nabe sumō taikai) - Extra. Le vacanze estive della Rentaro's Family (恋太郎ファミリーの夏休み?, Rentarō Famirī no natsuyasumi) - Extra. Il primo incontro con la morte (はじめてのせっしょう?, Hajimete no sesshō) |                        |                   |                        |
| 9  | 18 marzo 2022 | ISBN 978-4-08-892245-4 | 2 aprile 2025     | ISBN 978-88-349-3327-5 |
| 9  | Capitoli - 69. Momi (茂見さん?, Momi-san) - 70. Momiji e il festival della palpatina (紅葉ちゃんのもみもみフェスティバル?, Momiji-chan no momi momi Fesutibaru) - 71. Miss Naddy's American Patrol (ナディー先生はアメーリカパトロール?, Nadī-sensei wa Amērika Patorōru) - 72. Il principe dei nanopuziani (一寸凪乃師の王子様?, Issun nanoshi no ōji-sama) - 73. Parlami d'amore (恋話、聞いてイイですか？?, Koibana, kiite ī desu ka?) - 74. Nozawa chiama "Papari" il padre di Hakari, ma quindi userà lo stesso appellativo anche per quello di Kusuri? (野澤先生 羽香里のお父さんの事「パパ里」って呼んでるけど楠莉のお父さんの事も「パパ莉」って呼ぶのかな 呼ばないか?, Nozawa-sensei Hakari no otousan no koto "Papari" tte yonderu kedo Kusuri no otousan no koto mo "Papari" tte yobu noka na yobanai ka) - 75. La nonna di Kusuri (楠莉先輩のおばあさん?, Kusuri-senpai no obāsan) - 76. Il Girlfriend Memory Game di Yaku (ヤクさんの彼女神経衰弱?, Yaku-san no kanojo shinkei-suijaku) - 77. Appuntamento alle terme per la Rentaro's Family (恋太郎ファミリーの温泉デート?, Rentarō's Famirī no onsen Dēto) - Extra. La Rentaro's Family a Favolandia (おとぎの国の恋太郎ファミリー?, Otogi no kuni no Rentarō Famirī) - Extra. Il primo Popi Popi (はじめてのふわふわ?, Hajimete no fuwafuwa)                                                                                     |                        |                   |                        |
| 10 | 17 giugno 2022 | ISBN 978-4-08-892338-3 | 7 maggio 2025     | ISBN 978-88-349-3361-9 |
| 10 | Capitoli - 78. Hue! Hue! Hue! Né! (むふふだど?, Mufufu dado) - 79. Siamo state tutte liceali, un tempo (みんな昔はJKだった?, Minna mukashi wa jēkē datta) - 80. La Rentaro's Family fa Hiking (恋太郎ファミリーのハイキングデート?, Rentarō Famirī no Haikingu Dēto) - 81. La guerriera del club di kendo (剣道部の女騎士さん?, Kendō-bu no onna kishi san) - 82. La cerimonia d'iniziazione della guerriera... o forse la battaglia finale di Demon Slayer? (女騎士の入団試験もしくは鬼滅のラスボス戦のようななにか?, Onna kishi no nyūdan shiken moshikuwa kimetsu no rasubosu-sen no yōna nanika) - 83. La Rentaro's Family VS la Challenge Ramen (恋太郎ファミリーVSチャレンジラーメン?, Rentarō Famirī Bāsasu Charenji Rāmen) - 84. Siamo stati tutti bambini, un tempo: il ritorno (みんな昔はベイビーだったリターンズ?, Minna mukashi wa Beibī datta Ritānzu) - 85. La giornata tipo di Rentaro (恋太郎の1日?, Rentarō no ichi nichi) - 86. Pocky Game Royale (ポッキーゲームロワイヤル?, Pokkī Gēmu Rowaiyaru) - Extra. La prima scioglievolezza (はじめてのとろとろ?, Hajimete no torotoro) |                        |                   |                        |
| 11 | 16 settembre 2022 | ISBN 978-4-08-892427-4 | 11 giugno 2025    | ISBN 978-88-349-3528-6 |
| 11 | Capitoli - 87. Kedarui (毛樽井さん?, Kedarui-san) - 88. Benvenuti al quartiere commerciale della Kentaro's Family! (ようこそ恋太郎ファミリー商店街?, Yōkoso Rentarō Famirī shōtengai) - 89. L'allenamento ft. due che non ne hanno proprio bisogno (修行回 feat. 特にする必要のない2人?, Shugyō-kai fīcharingu tokuni suru hitsuyō no nai futari) - 90. Tu e i libri mi avete salvata (本にあなたに救われて?, Hon ni anata ni sukuwarete) - 91. Capitolo con equipaggiamento (装備回?, Sōbi-kai) - 92. La BFF di Aashii (あーしのズッ友?, Āshi no zuttomo) - 93. Occhiali per tutte! Un capitolo pieno di primi piani (皆が眼鏡かけたお顔ドアップで見るだけの回?, Minna ga megane kaketa okao doappu de miru dake no kai) - 94. La ragazza che pesca nella pozzanghera (水たまりで釣りをする少女?, Mizutamari de tsuri o suru shōjo) - 95. Il bardo è onniscente (吟遊詩人はなんでも知っている?, Gin'yū-shijin wa nandemo shitte iru) - Extra. Il primo cheppuccio/La prima ballata (はじめてのかーいー／はじめてのぎんゆうしじん?, Hajimete no kāī / Hajimete no gin'yū-shijin) |                        |                   |                        |
| 12 | 19 dicembre 2022 | ISBN 978-4-08-892537-0 | 9 luglio 2025     | ISBN 978-88-349-3560-6 |
| 12 | Capitoli - 96. La Rentaro's Family e l'urna avvelenata (恋太郎ファミリーの蠱毒?, Rentarō Famirī no kodoku) - 97. La Rentaro's Family VS il festival sportivo delle quattro città (恋太郎ファミリーVS四町対抗市民運動会?, Rentarō Famirī Bāsasu yon-chō taikō shimin undō-kai) - 98. La Rentaro's Family VS il team di atleti di Kiraisuigi (恋太郎ファミリーVS木雷杉町アスリート軍団?, Rentarō Famirī Bāsasu Kiraisugi-chō asurīto gundan) - 99. L'unione dei loro sentimenti (彼の 皆の 想いを繋いで?, Kare no minna no omoi o tsunaide) - 100. Siamo estremamente felici per i risultati della serializzazione, vi ringraziamo dal profondo del cuore. Continueremo a lavorare sodo! ((第100話)も連載できて幸せな限りです本当にありがとうございますこれからも頑張ります?, (Dai hyaku-wa) mo rensai dekite shiawase na kagiri desu hontō ni arigatō gozaimasu korekara mo ganbari masu) - 101. Mai è la sorellina di Mei (妹は芽衣お姉様の妹?, Mai wa Mei onēsama no imōto) - 102. Maid 101 con Mai la sorellina (妹の妹妹メイドレッスン?, Mai no imōto imōto Meido Ressun) - 103. Hakari in calore (羽香里の発情期?, Hakari no hatsujō-ki) - 104. Le bellissime 100 ragazze (きれいな100カノ?, Kireina hyakkano) - Extra. La prima sorellanza (はじめてのおねえさま?, Hajimete no onēsama) |                        |                   |                        |
| 13 | 17 marzo 2023 | ISBN 978-4-08-892629-2 | 6 agosto 2025     | ISBN 978-88-349-3584-2 |
| 13 | Capitoli - 105. Yaku VS Kishika VS Rentaro (ヤクVS騎士華VS恋太郎?, Yaku Bāsasu Kishika Bāsasu Rentarō) - 106. La Rentaro's Family e la grigliata di carne (恋太郎ファミリーの焼肉デート?, Rentarō Famirī no Yakiniku Dēto) - 107. Il sapore del cavolo che crea dipendenza (やみつきキャベツはアレの味?, Yamitsuki kyabetsu wa are no aji) - 108. La professoressa Bonnoji è una pessima persona (盆能寺先生はダメ人間?, Bonnōji-sensei wa dame ningen) - 109. La Rentaro's Family gioca a farsi una vera bevuta (恋太郎ファミリーの本気飲み会ごっこ?, Rentarō Famirī no honki nomikai gokko) - 110. Non sono stati consumati alcolici, né tantomeno sostanze con effetti analoghi (アルコール及びアルコールと同様の効果があるものは摂取しておりません?, Arukōru oyobi Arukōru to dōyō no kōka ga aru mono wa sessyu shite orimasen) - 111. Si potrebbe definire un duetto tra una gyaru e un bardo (あえて言うならギャルと吟遊詩人の二重奏――かな?, Aete iu nara gyaru to gin'yū-shijin no nijūsō --kana) - 112. Mimimi è un'eroina bellissima (美々美先輩は美しいヒロイン?, Mimimi-senpai wa utsukushī Hiroin) - 113. Uscire per andare a vedere le luminarie primaverili è il più efficiente degli appuntamenti (春イルミデートは最効率に?, Haru irumi Dēto wa saikōritsu ni) - Extra. La prima scommessa & la prima bevuta (はじめてのぎゃんぶる＆いんしゅ?, Hajimete no gyanburu ando inshu) |                        |                   |                        |
| 14 | 19 luglio 2023 | ISBN 978-4-08-892718-3 | settembre 2025    | ISBN 978-88-349-3656-6 |
| 14 | Capitoli - 114. (ツンデレ色のデート?, Tsundere-iro no Dēto) - 115. (灰尾凛さんはバイオリン少女?, Baio Rin-san wa Baiorin shōjo) - 116. (恋太郎ファミリーのゾンビナース鬼ごっこ?, Rentarō Famirī no Zonbi-Nāsu onigokko) - 117. (バイオレンスの果てに?, Baiorensu no hate ni) - 118. (さらばナディー語よエターナルに?, Saraba Nadī-go yo etānaru ni) - 119. (もみフェス（第二部）?, Momi Fesu (dai nibu)) - 120. (恋太郎ファミリーの日常?, Rentarō Famirī no nichijō) - 121. (お嬢様デートはお好きですか??, Ojōsama Dēto wa osuki desuka?) - 122. (愛々ちゃんとあみぐるみお部屋デート?, Meme-chan to amigurumi oheya Dēto) - Extra 14. (はじめてのいひひ?, Hajimete no ihihi) |                        |                   |                        |
| 15 | 19 ottobre 2023 | ISBN 978-4-08-892861-6 | ottobre 2025      | ISBN 978-88-349-3692-4 |
| 15 | Capitoli - 123. (恋をする少女?, Koi o suru shōjo) - 124. (1年1組の1と1?, Ichi-nen ichi-kumi no ichi to ichi) - 125. (楠莉と騎士華はクラスメイト?, Kusuri to kishika wa Kurasu Meito) - 126. (知与ちゃんとオトナのデート?, Chiyo-chan to otona no Dēto) - 127. (夜プ?, Yoru Pu) - 128. (なんか小さくてかわいい回?, Nanka chīsakute kawaii kai) - 129. (終わってる3人?, Owatteru san-nin) - 130. (恋太郎ファミリーの日常 (その2)?, Rentarō Famirī no nichijō (sono ni)) - 131. (山茶屋はピンチがいっぱい?, Yama-jaya wa pinchi ga ippai) - Extra 15. (はじめてのさよなら?, Hajimete no sayonara) |                        |                   |                        |
| 16 | 17 novembre 2023 | ISBN 978-4-08-892896-8 | —                 | —                      |
| 16 | Capitoli - 132. (カポエイラ使いの火保さん?, Kapoeira tsukai no Kaho-san) - 133. (カポエイラお姉さんと遊ぼう?, Kapoeira onēsan to asobō) - 134. (あなたの内緒を聞かせて?, Anata no naisho o kikasete) - 135. (お母さん、あのね?, Okāsan, anone) - 136. (恋太郎ファミリーと学校の怪談?, Rentarō Famirī to gakkō no kwaidan) - 137. (恋太郎ファミリーVS妖怪（要するに妖怪大戦争）?, Rentarō Famirī Bāsasu Yōkwai (yōsuruni Yōkwai dai sensō)) - 138. (待ち合わせ事変?, Machiawase jihen) - 139. (100カノ春のパンまつり?, Hyakkano haru no pan matsuri) - 140. (悶絶! ヤクさん鑑定団?, Monzetsu! Yaku-san kantei dan) - Extra 16. (はじめてのぶつりじゃたおせない?, Hajimete no butsuri ja taosenai) |                        |                   |                        |
| 17 | 18 marzo 2024 | ISBN 978-4-08-893171-5 | —                 | —                      |
| 17 | Capitoli - 141. (拾われたい猫?, Hirowaretai neko) - 142. (にゃんフェス?, Nyan Fesu) - 143. (姉妹三角形?, Shimai anguru) - 144. (院田家の秘密?, Inda-ke no himitsu) - 145. (恋太郎ファミリーの理想の結婚生活?, Rentarō Famirī no risō no kekkon seikatsu) - 146. (そして彼らは結婚となる?, Soshite karera wa kekkon to naru) - 147. (金持ちの家のタマ (ジブリかな?)?, Kanemochi no ie no tama (jiburi kana?)) - 148. (彼の名は。リターンズ（前半戦）?, Kano no na wa. Ritānzu (zenhan Sen)) - 149. (彼の名は。リターンズ（後半戦）?, Kano no na wa. Ritānzu (kōhan Sen)) - Extra 17. (はじめてのゆめ?, Hajimete no yume) |                        |                   |                        |
| 18 | 19 giugno 2024 | ISBN 978-4-08-893278-1 | —                 | —                      |
| 18 | Capitoli - 150. (トイレで歌ってた歌手?, Toire de utatteta kashu) - 151. (めざせ奇人マスター?, Mezase kijin Masutā) - 152. (恋太郎ファミリーアイドル化計画(二代目)?, Rentarō Famirī Aidoru-ka keikaku (ni dai me)) - 153. (先代に学ぶ! 恋太郎ファミリーの練習風景?, Sendai ni manabu! Rentarō Famirī no renshū fūkei) - 154. (そして新たな輝きへ?, Soshite aratana kagayaki e) - 155. (行列サバイバル?, Gyōretsu Sabaibaru) - 156. (ナディー先生のアメーリカなハグデート?, Nadī-sensei no Amērika na Hagu Dēto) - 157. (恋太郎ファミリーの日常 (その3)?, Rentarō Famirī no nichijō (sono san)) - 158. (歌姫奇姫とマスター・ウトの教え?, Utahime kiki to Masutā Uto no oshie) - Extra 18. (はじめてのきさい (のそのご)?, Hajimete no kisai (no sonogo)) |                        |                   |                        |
| 19 | 19 settembre 2024 | ISBN 978-4-08-893385-6 | —                 | —                      |
| 19 | Capitoli - 159. (ゴスロリお祭り少女?, Gosurori omatsuri shōjo) - 160. (あていの焼きそば食いねぃ?, Atei no Yakisoba kui ne~i) - 161. (全てを照らす眩い美?, Subete o terasu mabayui hikari) - 162. (あーれんチャンネルの秘め事?, Āren Channeru no himegoto) - 163. (晴れ時々ヘッドドレス?, Hare tokidoki Heddodoresu) - 164. (激情版「神滅の愛刃」無限神社編?, Gekijō ban "Kimetsu no aiba" mugen jinja Hen) - 165. (恋太郎ファミリーの日常 (その4)?, Rentarō Famirī no nichijō (sono yon)) - 166. (ビーチチャンバラカップルタッグトーナメント?, Bīchi chanbara Kappuru Taggu Tōnamento) - 167. (みんな昔はベイビーだったリターンズリターンズ?, Minna mukashi wa Beibī datta Ritānzu Ritānzu) - Extra 19. (はじめてのばーろちくしょ?, Hajimete no bāro chikusho) |                        |                   |                        |
| 20 | 18 dicembre 2024 | ISBN 978-4-08-893504-1 | —                 | —                      |
| 20 | Capitoli - 168. (恋太郎ブロマイド交換会?, Rentarō Buromaido kōkan-kai) - 169. (恋太郎ファミリーに紛れ込んでいた女?, Rentarō Famirī ni magirekonde ita onna) - 170. (妹と百八のメイド検定 (多分)?, Mai to Momoha no Meido kentei (tabun)) - 171. (セクシーポニテニット回?, Sekushī Ponite nitto kai) - 172. (スレンダーおさげルームウェア回?, Surendā osage Rūmuwea kai) - 173. (ロリおだんごオーバーオール回?, Rori odango Ōbāōru kai) - 174. (うさちゃんはべったり?, Usa-chan wa bettari) - 175. (恋太郎ファミリーの日常 (その5)?, Rentarō Famirī no nichijō (sono go)) - 176. (胡桃のくいだおれヂヅニー?, Kurumi no kuidaore Djidzunī) - Extra 20. (はじめてのさみしぬ?, Hajimete no samishinu) |                        |                   |                        |
| 21 | 18 marzo 2025 | ISBN 978-4-08-893590-4 | —                 | —                      |
| 21 | Capitoli - 177. (雪房田さん?, Zetsubōda-san) - 178. (恋太郎ファミリーの知らないメルヘンの世界?, Rentarō Famirī no shiranai meruhen no sekai) - 179. (恋太郎ファミリーのお花見?, Rentarō Famirī no o hanami) - 180. (恋太郎と彼女の日常 (その1)?, Rentarō to kanojo no nichijō (sono ichi)) - 181. (恋太郎と彼女の日常 (その2)?, Rentarō to kanojo no nichijō (sono ni)) - 182. (筆をとって、ふたり?, Fude o totte, futari) - 183. (恋太郎ファミリーの無人島漂流?, Rentarō Famirī no mujintō hyōryū) - 184. (恋太郎ファミリーの空の島脱出?, Rentarō Famirī no sora no shima dasshutsu) - 185. (エイラと芽衣は同い年?, Eira to Mei wa onaidoshi) - Extra 21. (はじめてのめるへん?, Hajimete no meruhen) |                        |                   |                        |
| 22 | 18 giugno 2025 | ISBN 978-4-08-893699-4 | —                 | —                      |
| 22 | Capitoli - 186. (お花高の裏番長?, Ohana-Kō no ura banchō) - 187. (恋太郎ファミリーの新番長?, Rentarō Famirī no shin banchō) - 188. (恋太郎と彼女の日常 (その3)?, Rentarō to kanojo no nichijō (sono san)) - 189. (先の先輩と後輩?, Saki no senpai to kōhai) - 190. (紅葉の揉めない日々?, Momiji no momenai hibi) - 191. (恋太郎ファミリーの流しそうめん?, Rentarō Famirī no nagashi sōmen) - 192. (恋太郎ファミリーの日常 (その6)?, Rentarō Famirī no nichijō (sono roku)) - 193. (あみあみ愛々と猫のタマ／愛々と胡桃の路地裏探検隊?, Amiami Meme to neko no Tama / Meme to Kurumi no roji ura tankentai) - 194. (山女ちゃんと宇宙人保護日記?, Yamame chanto uchūbito hogo nikki) - Extra 22. (はじめてのせんぱい?, Hajimete no senpai) |                        |                   |                        |
| 23 | 19 settembre 2025 | ISBN 978-4-08-893806-6 | —                 | —                      |

#### Capitoli non ancora in formatotankōbon
Questa lista è suscettibile di variazioni e potrebbe essere incompleta o non aggiornata.

- 195.  (眠い少女?, Nemui shōjo)
- 196.  (恋太郎ファミリーの寝顔パーティー?, Rentarō Famirī no negao Pātī)
- 197.  (恋太郎と彼女の日常 (その4)?, Rentarō to kanojo no nichijō (sono yon))
- 198.  (バイオレンスシアターは刺激がいっぱい?, Baiorensu Siatā wa shigeki ga ippai)
- 199.  (犬と娘とお父さん?, Inu to musume to otōsan)
- 200.  (100カノパーティ?, Hyakkano Pātī)
- 201.  (100カノパーティ (その2)?, Hyakkano Pātī (sono ni))
- 202.  (100カノパーティ (その3)?, Hyakkano Pātī (sono san))
- 203.  (恋太郎ファミリーの日常 (その7)?, Rentarō Famirī no nichijō (sono nana))
- 204.  (名探偵の端須さん?, Meitantei no Hasu-san)
- 205.  (名探偵蓮葉と恋太郎ファミリーの事件?, Meitantei Hasuha to Rentarō Famirī no jiken)
- 206.  (恋太郎と彼女の日常 (その5)?, Rentarō to kanojo no nichijō (sono go))
- 207.  (1年3組の3人?, Ichi nen san gumi no sannin)
- 208.  (私の思い出の世界?, Watashi no omoide no sekai)
- 209.  (世界が君を忘れても?, Sekai ga kimi o wasurete mo)
- 210.  (ファインディング・カノ?, Faindingu kano)
- 211.  (恋太郎ファミリーの日常 (その8)?, Rentarō Famirī no nichijō (sono hachi))
- 212.  (みんな昔はベイビーだったIV:Mother/ままごころを､君に?, Min'na mukashi wa Beibī datta Fō:Mazā/Mama-gokoro o, kimi ni))
- 213.  (生徒指導の守北先生?, Seito shidō no Morikita-sensei)
- 214.  (恋太郎ファミリーの買い食い?, Rentarō Famirī no kai-gui)
- 215.  (恋太郎と彼女の日常 (その6)?, Rentarō to kanojo no nichijō (sono roku))
- 216.  (友達の距離感?, Tomodachi no kyori-kan)
- 217.  (私の歌う理由?, Watashi no utau riyū)
- 218.  (100パズ回?, Hyappazu kai)
- 219.  (オー寧夢ガールはスリープガーディアンデース?, Ō Nemu Gāru wa Surīpu Gādian Dēsu)
- 220.  (恋太郎ファミリーVSチャレンジラーメン (Round 2)?, Rentarō Famirī Bāsasu Charenji Rāmen (Round 2))
- 221.  (旅立ちという名の前髪?, Tabidachi to iu na no maegami)
- 222.  (ツインテールの少女?, Tsuintēru no shōjo)
- 223.  (恋太郎ファミリーのツインテール?, Rentarō Famirī no Tsuintēru)
- 224.  (恋太郎と彼女の日常 (その7)?, Rentarō to kanojo no nichijō (sono nana))

### Anime

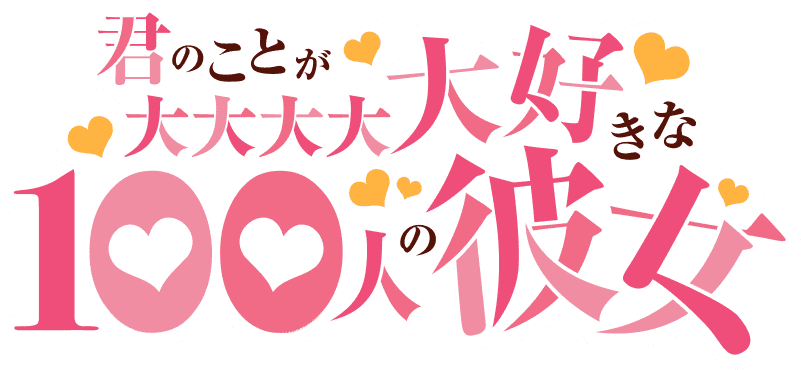
Logo della serie

Un adattamento anime della serie è stato annunciato il 14 marzo 2023. È prodotto da Bibury Animation Studios e diretto da Hikaru Sato, con sceneggiature supervisionate da Takashi Aoshima e character design curato da Akane Yano. La serie è stata trasmessa dall'8 ottobre al 24 dicembre 2023 su Tokyo MX. La sigla d'apertura è Dai dai dai dai daisuki na kimi e♡ (大大大大大好きな君へ♡?) di Kaede Hondo, Miyu Tomita, Maria Naganawa, Asami Setō e Ayaka Asai mentre quella di chiusura è Sweet Sign (スイートサイン?, Suīto Sain) di Nako Misaki. I diritti per la distribuzione al di fuori dell'Asia sono stati acquistati da Crunchyroll che l'ha trasmessa in versione sottotitolata in simulcast in vari Paesi del mondo, tra cui l'Italia. Nel sud-est asiatico i diritti della serie sono stati concessi a Muse Communication.
Una seconda stagione è stata annunciata nel dicembre 2023 ed è stata trasmessa dal 12 gennaio al 30 marzo 2025. La sigla d'apertura è Arigato, daisuki ni natte kurete (ありがと、大好きになってくれて?) della famiglia Rentaro, un'unità formata dai membri del cast delle eroine delle due stagioni. La sigla di chiusura è Unmei? di Amane Shindō, Suzuko Mimori, Rie Takahashi, Lynn e Kanon Takao.

#### Episodi

##### Prima stagione
| Nº serie | Nº | Titolo italiano Giapponese 「Kanji」 - Rōmaji | In onda          | In onda |
| Nº serie | Nº | Titolo italiano Giapponese 「Kanji」 - Rōmaji | Giapponese       |         |
| 1        | 1  | Le due ragazze che ti amano davvero, ma davvero un sacco (e ne mancano 98) 「君のことが大大大大大好きな2人の彼女（あと98人）」 - Kimi no koto ga dai dai dai dai daisuki na futari no kanojo (ato kyūjūhachi-nin) | 8 ottobre 2023   |         |
| 1        | 1  | L'ultimo giorno di scuola media, Rentaro Aijo viene rifiutato da una ragazza per la centesima volta. Si reca in un santuario a pregare per avere una fidanzata e il Dio dell'Amore gli dice che al liceo incontrerà non una, ma 100 anime gemelle che si innamoreranno tutte di lui. Il primo di scuola superiore, Rentaro si imbatte contemporaneamente in due ragazze, Hakari Hanazono e Karane Inda, che sono entrambe sue anime gemelle e iniziano a contendersi il suo affetto. Tornato al santuario, il Dio dice a Rentaro che una persona dovrebbe avere una sola anima gemella, ma a causa di un errore che ha commesso nei suoi documenti, Rentaro si è ritrovato con 100 anime gemelle. Poiché Hakari e Karane sono entrambe tra le due anime gemelle, non è in grado di scegliere tra loro e, anche se lo facesse, ogni anima gemella che non entra in relazione con lui morirebbe. Rentaro prende brevemente in considerazione l'idea di uscire con entrambe alle spalle dell'altra, ma decide di non farlo. Alla fine chiede a entrambe di essere contemporaneamente le sue fidanzate, e loro accettano. |                  |         |
| 2        | 2  | Il primo bacio 「はじめてのチュウ」 - Hajimete no chū | 15 ottobre 2023  |         |
| 2        | 2  | Venendo a sapere che Rentaro non ha mai baciato una ragazza, Hakari e Karane iniziano a cercare di ottenere il primo bacio del ragazzo. Per essere corretti nei confronti di entrambe, Rentaro escogita un gioco elaborato che gli permetta di baciarle entrambe senza che nessuno sappia chi l'ha ricevuto per prima. Si susseguono diversi tentativi, ma ognuno di essi fallisce. Non riuscendo a trovare una soluzione, Rentaro cerca di cedere il suo primo bacio alla lasciva vicepreside, ma viene salvato dalle due ragazze, che gli dicono che la rispettiva rivale in amore dovrebbe riceverlo, e così i tre si accordano per un bacio a tre. |                  |         |
| 3        | 3  | La principessa taciturna, il cavaliere e il samurai 「無口な姫と騎士と武士」 - Mukuchina hime to kishi to bushi | 22 ottobre 2023  |         |
| 3        | 3  | Rentaro incontra la sua terza anima gemella, una ragazza timida di nome Shizuka Yoshimoto che comunica solo indicato le parole di un libro. Lei gli presta il suo libro preferito, Circlet Love Story, con il quale i due legano. In seguito, Rentaro chiede a Shizuka di installare un'applicazione di lettura di testi sul suo telefono e le invia un file contenente l'intero testo del libro, permettendole di "parlare" senza interrompere il contatto visivo con l'altra persona. Shizuka si rende conto che, poiché il libro non è stato pubblicato in formato e-book, Rentaro deve averlo trascritto manualmente da solo. In seguito, Rentaro chiede ad Hakari e Karane di permettere a Shizuka di diventare la sua terza fidanzata, giurando di commettere seppuku se non riuscirà a essere un buon fidanzato per tutte loro. |                  |         |
| 4        | 4  | Doveva essere un episodio dove pomiciavamo, e invece... 「いちゃいちゃ回と思いきや」 - Ichaicha-kai to omoiki ya | 29 ottobre 2023  |         |
| 4        | 4  | Rentaro propone di giocare al gioco di carte della vecchia per far entrare Shizuka nel gruppo, con la penalità aggiuntiva di far fare il solletico alla perdente da parte della vincitrice. Vince i primi tre round, lasciando ad ogni round una ragazza diversa all'ultimo posto. Shizuka vince il quarto round, ma si limita a punzecchiare delicatamente Rentaro. Avvertendo l'ostilità di Karane, il ragazzo si allontana con una scusa per lasciare che le ragazze parlino tra loro. Karane dice a Shizuka che non ha motivo di trattenersi perché è amata da Rentaro tanto quanto lei e Hakari. Una volta che Rentaro è tornato da loro, Shizuka, Hakari e Karane lo baciano una alla volta. |                  |         |
| 5        | 5  | Una ragazza efficiente 「効率的な彼女」 - Kōritsu-teki na kanojo | 5 novembre 2023  |         |
| 5        | 5  | Rentaro incontra e si innamora della sua quarta anima gemella, la bellissima Nano Eiai, che è la migliore studentessa della scuola e si dice sia un'intelligenza artificiale per via della sua personalità intelligente e priva di emozioni. Inizialmente non è interessata a Rentaro e rifiuta ripetutamente i suoi tentativi di aprirsi con lui perché lo considera insignificante, ma durante la serie viene travolta dai pensieri su di lui. Rentaro le chiede un appuntamento per mettersi alla prova il giorno seguente e i due visitano un parco divertimenti. Nano è disorientata dalle attrazioni e, alla fine della giornata, crede di non aver ottenuto nulla dalla loro esperienza. Per dimostrarle il contrario, Rentaro riesce quasi a bruciare le foto che hanno scattato durante l'appuntamento, ma Nano lo ferma, quindi scoppia in lacrime, accetta di essere la sua ragazza e infine lo bacia a sorpresa. In seguito, Rentaro la presenta alle sue altre compagne, che sono un po' gelose del fatto che sia uscito anche con loro, così Hakari propone di andare tutti insieme in un parco acquatico al coperto. |                  |         |
| 6        | 6  | L'episodio in costume da bagno che tutti adorano 「皆大好き水着回」 - Minna daisuki mizugi-kai | 12 novembre 2023 |         |
| 6        | 6  | Su suggerimento di Hakari, Rentaro e le ragazze visitano un parco acquatico al coperto. Karane si siede su uno degli sdraio avvolta in un asciugamano perché sostiene di aver preso freddo, Shizuka viene trascinata dalla corrente della piscina perché non sa nuotare e Rentaro sviene per un'emorragia nasale mentre è costretto a palpare i seni di Nano e Hakari. Non riuscendo a praticargli la respirazione bocca a bocca, Hakari e Nano cercano un bagnino maschio, ma vengono avvicinate da tre ragazzi molestatori. Rentaro si risveglia dopo che Karane lo ha informato della situazione e i molestatori se ne vanno disgustati quando Hakari e Nano lo baciano, dimostrando di essere entrambe le sue ragazze. Rentaro salva poi Shizuka bloccata in un lato della piscina prima di constatare che Karane è in realtà imbarazzata per il suo aspetto fisico, meno formoso di quello di Hakari e Nano. Il ragazzo le toglie l'accappatoio, rivelando che indossa un bikini bianco che le sta benissimo. Per dimostrare che non la sta trattando con condiscendenza, Rentaro la abbraccia e lei si accorge che il suo cuore batte più forte del suo. Con l'intero gruppo riunito, l'appuntamento vero e proprio ha inizio, e i ragazzi trascorrono il loro tempo divertendosi spensieratamente. |                  |         |
| 7        | 7  | Arriva la ragazza degli intrugli 「はじめましてのお薬少女」 - Hajimemashite no o kusuri shōjo | 19 novembre 2023 |         |
| 7        | 7  | Rentaro incontra la sua quinta anima gemella, ma non ha la possibilità di parlarle. Il giorno seguente torna nel luogo in cui l'aveva vista e trova nel laboratorio di chimica una giovane ragazza di nome Kusuri Yakusen. Kusuri gli serve un becker di tè prima di passare in rassegna un assortimento di intrugli da lei inventati, dopodiché rivela di aver corretto il tè che gli ha servito con un filtro d'amore per essersi innamorata di lui a prima vista. Rentaro tenta di rigurgitare il filtro d'amore, ma l'intruglio lo sopraffà rapidamente, costringendo Kusuri a somministrargli un neutralizzante. Dopo che l'intruglio è stato eliminato dal sistema di Rentaro, Kusuri ripete la sua confessione, assumendo l'aspetto della ragazza che Rentaro ha visto il giorno prima. Rendendosi conto che la presidentessa del club di chimica del terzo anno è davvero la sua anima gemella, Rentaro ricambia la confessione di Kusuri. Dopo aver incontrato le altre ragazze, Kusuri regala loro una varietà di intrugli in base a ciò che Rentaro le ha detto su di loro. Poi serve loro dei biscotti e due thermos di tè, uno per Rentaro e uno per le ragazze. Tuttavia le ragazze finiscono erroneamente per bere il tè riservato a Rentaro, a cui è stato addizionato un intruglio per indurre il ragazzo a baciare Kusuri, e così Hakari, Karane, Shizuka e Nano diventano simili a degli zombi che hanno un costante bisogno di baciare chi amano.                                                             |                  |         |
| 8        | 8  | Kiss Zombie ♡ Panic 「キスゾンビ♡パニック」 - Kisu Zonbi ♡ Panikku | 26 novembre 2023 |         |
| 8        | 8  | Rentaro e Kusuri cercano di raggiungere il laboratorio di chimica per creare un antidoto sufficiente per far tornare le altre quattro ragazze alla normalità. Entrambi i gruppi si dividono, con Shizuka che insegue Rentaro per prima. La porta in infermeria quando lei inciampa in corridoio e la appena a un appendiabiti. Viene poi inseguito da Hakari e Karane, ma sfugge loro facendole baciare. Scopre che Nano lo ha preceduto nel laboratorio di chimica e trova Kusuri nascosta in un armadietto vicino. Kusuri assume le sue reali sembianze per cercare di cogliere di sorpresa Nano, ma fallisce nel suo intento. Rentaro scappa dall'armadietto e si rifugia in un'altra stanza, ma Nano lo raggiunge e lo bacia finché non sopraggiunge Kusuri con un antidoto. Una volta somministrato lo stesso antidoto anche alle altre ragazze riportandole alla normalità, Kusuri si scusa per l'enorme trambusto causato, ma Rentaro promette di continuare ad amarla anche se continua a produrre intrugli. |                  |         |
| 9        | 9  | Una lotta sacra con in gioco amore e spirito 「愛と魂をかけた聖戦」 - Ai to tamashī o kaketa seisen | 3 dicembre 2023  |         |
| 9        | 9  | Hakari invita gli altri in un parco vicino per partecipare a una competizione del lancio del bouquet, dove il vincitore potrà farsi fotografare con la sua persona speciale in abiti da sposi. Tra i partecipanti c'è la banda di motocicliste l'Alleanza dei Gorilla, che porta Rentaro e le ragazze a collaborare per prendere il bouquet. Shizuka vince il lancio del bouquet per la famiglia Rentaro, mentre Hakari vince il Gioco del Re con le bacchette per decidere chi dovrà indossare il vestito da sposa per la foto. Tutte le altre ragazze sono invitate a partecipare alla foto e in seguito Hakari chiede a Rentaro di lasciarla. Lui la segue a casa sua, dove lei spiega che sua madre, Hahari, ha scoperto che Rentaro frequenta contemporaneamente altre ragazze oltre a lei e perciò ha intenzione di trasferire Hakari in una nuova scola. Dopo aver girovagato per la città, Rentaro decide di correre il rischio e di introdursi nella villa degli Hanazono per salvare Hakari, mentre tutte le altre ragazze decidono di unirsi alla missione. |                  |         |
| 10       | 10 | Love Mission: Impossible 「ラブミッション：インポッシブル」 - Rabu Misshon: Inposshiburu | 10 dicembre 2023 |         |
| 10       | 10 | Rentaro e le ragazze si infiltrano nella residenza degli Hanazono per salvare Hakari. La ragazza non risponde al telefono e non riescono ad attirare la sua attenzione dall'esterno della villa. Sbloccando la porta attraverso una porta per animali, il gruppo riesce a eludere le guardie e gli animali domestici che si aggirano lì attorno. Kusuri offre un farmaco che intendeva spedire a un'azienda farmaceutica come parte di una domanda di lavoro per superare una serie di sensori a infrarossi, mentre Rentaro e Karane li superano insieme. Mentre le altre ragazze si infiltrano all'esterno, Rentaro e Karane si dirigono verso la stanza di Hakari, ma scatta l'allarme che li porta a essere catturati e scortati nella camera di Hahari. Rentaro si rivolge ad Hahari, ma lei lo respinge, non volendo che Hakari sperimenti lo stesso strazio che ha vissuto lei alla sua età. Una volta che gli effetti del farmaco di Rentaro sono svaniti, Hahari si rivela essere la sua sesta anima gemella. |                  |         |
| 11       | 11 | Anche se dovesse costarmi la vita 「この命にかえても」 - Kono inochi ni kaete mo | 17 dicembre 2023 |         |
| 11       | 11 | Hahari sottopone Rentaro alla macchina della verità per determinare i suoi sentimenti per la figlia. Il ragazzo supera la prova a pieni voti, dopodiché una cameriera informa Hahari che Hakari sta cercando di saltare dalla finestra. Karane prende in ostaggio Hahari mentre Rentaro va a salvare Hakari. Riesce a convincerla e non suicidarsi, ma entrambi cadono dalla finestra, mentre Rentaro reindirizza la loro caduta nella fontana. Quando Karane e Hahari escono dalla villa, quest'ultima capisce che Rentaro non stava mentendo riguardo al suo amore per la figlia e dimostra che la renderà felice anche a costo della vita. La donna cede e gli chiede formalmente di prendersi cura di sua figlia, con Rentaro che promette di prendersi cura di entrambe e accetta la sua precedente confessione, tra lo sgomento delle altre ragazze. In seguito, Hahari invita Rentaro e le altre ragazze a trascorrere la notte nella villa. Dopo essersi lavate nella vasca da bagno, Hahari veste le ragazze con dei pigiami e la donna perde sangue dal naso per via della loro carineria. Per placare la sua epistassi, Rentaro si offre di accompagnare Hahari in cucina a prendere un bicchiere d'acqua. |                  |         |
| 12       | 12 | Le 100 ragazze che ti amano davvero, ma davvero un sacco (ne mancano ancora 94) 「君のことが大大大大大好きな100人の彼女（あと94人）」 - Kimi no koto ga dai dai dai dai daisukina 100-ri no kanojo (ato 94-ri) | 24 dicembre 2023 |         |
| 12       | 12 | Mentre Rentaro viene spogliato nella camera da letto di Hahari, un urlo del primo fa pensare alle altre ragazze che Hahari stia cercando di avvantaggiarsi su Rentaro. Arrivate sul luogo però trovano Rentaro vestito da ragazza, il che lo fa svenire per l'imbarazzo. Dopo essere stato svegliato da un bacio di Nano vestita da principe, Rentaro va a farsi un bagno. Le Hanazono lo seguono con l'intento di sbirciarlo, e vengono raggiunte da tutte le altre ragazze tranne Shizuka, che viene legata in una coperta per impedirle di interferire. Non riuscendo a vedere nulla attraverso la finestra del bagno, il gruppo si avventura in soffitta. Mentre il gatto delle Hanazono le segue fin lassù, Shizuka si dirige verso il bagno, venendo spinta in acqua dal cane della villa. Rentaro si espone accidentalmente a Shizuka e, dopo che il resto delle ragazze scende dalla soffitta, Karane rivela le loro intenzioni a Rentaro, che fa la morale alle ragazze. Più tardi, Rentaro trova Hahari presso un altare dedicato al defunto padre di Hakari e placa i suoi timori di infedeltà prima di baciarla. Mentre vaga da solo per la villa, incontra il fantasma del padre di Hakari, che ringrazia Rentaro per aver aiutato Hahari a superare la sua morte prima di ascendere al cielo. Dopo essere andati a ritirare le loro uniformi la mattina seguente, Rentaro e le ragazze scoprono che Hahari ha rilevato la scuola per diventare la nuova direttrice, in modo da poter passare del tempo con Rentaro. |                  |         |

##### Seconda stagione
| Nº serie | Nº | Titolo italiano Giapponese 「Kanji」 - Rōmaji | In onda          | In onda |
| Nº serie | Nº | Titolo italiano Giapponese 「Kanji」 - Rōmaji | Giapponese       |         |
| 13       | 1  | Her Name. 「彼の名は。」 - Kano no na wa. | 12 gennaio 2025  |         |
| 14       | 2  | L'inizio, la feroce battaglia e la conclusione del Food Fight Festival 「開幕！ 激闘！ 決着！ フードファイトフェスティバル」 - Kaimaku! Gekitō! Ketchaku! Fūdo Faito Fesutibaru                                    | 19 gennaio 2025  |         |
| 15       | 3  | La cameriera l'ha visto? 「メイドさんは見えてる？」 - Meido-san wa mie teru? | 26 gennaio 2025  |         |
| 16       | 4  | Il grande party delle maid bagnate 「ぬれぬれメイドパーティー」 - Nure nure Meido Pātī | 2 febbraio 2025  |         |
| 17       | 5  | Gli atleti sono fondamentalmente dei masochisti 「アスリートは基本ドM」 - Asurīto wa kihon doemu | 9 febbraio 2025  |         |
| 18       | 6  | Lo giuro sul tuo fuoricampo 「君のホームランに誓う」 - Kimi no Hōmuran ni chikau | 16 febbraio 2025 |         |
| 19       | 7  | Karaoke Crisis 「カラオケ・クライシス」 - Karaoke Kuraishisu | 23 febbraio 2025 |         |
| 20       | 8  | Splendide ragazze 「美しきものたち」 - Utsukushiki mono-tachi | 2 marzo 2025     |         |
| 21       | 9  | The World Hairs Only Knows 「髪のみぞ知る世界」 - Kami nomi zo shiru sekai | 9 marzo 2025     |         |
| 22       | 10 | Incontro al buio del nascondiglio 「かくれんボーイミーツガール」 - Kakuren Bōi mītsu Gāru | 16 marzo 2025    |         |
| 23       | 11 | La tsundere perduta 「失われしツンデレ」 - Ushinawa reshi tsundere | 23 marzo 2025    |         |
| 24       | 12 | Le 100 ragazze che ti amano tanto tanto tanto tanto tanto (e ne mancano 89) 「君のことが大大大大大しゅきな100人の彼女（あと89人）」 - Kimi no koto ga dai dai dai dai dai shi ~yukina 100-ri no kanojo (ato 89-ri) | 30 marzo 2025    |         |

## Accoglienza
A luglio 2021, il manga aveva in circolazione oltre 800 000 copie, mentre a marzo 2022 ne aveva 1 milione. A novembre 2023 ha raggiunto le 1,65 milioni di copie.
Ad agosto 2020, la serie si è classificata seconda tra i 50 candidati al sesto Next Manga Award, con 19 902 voti. La serie si è anche classificata al 19º posto al Manga Taishō del 2021.
Nel 2022 la serie si è inoltre classificata ottava nel quinto sondaggio "Most Wanted Anime Adaptation" di AnimeJapan.